# Elizabeth Orbeliani
Princezna Elizabeth Orbeliani (gruzínsky: ელისაბედ ორბელიანი) byla gruzínská básnířka, překladatelka a filantropka, která pracovala na zlepšení postavení žen ve společnosti a bojovala za jejich rovnoprávnost. Byla první ženou vyučující na Státní univerzitě v Tbilisi, je dokonce považována za jednu z jejích zakladatelek.
Elizabeth Orbeliani byla vrchní paní Orbeliánského paláce, který v současnosti slouží jako sídlo gruzínských prezidentů. Dodnes je v paláci místnost zasvěcená její památce a slouží k přijímání zahraničních hodnostářů.

## Biografie
Princezna Elizabeth se narodila 25. listopadu 1871 v Tbilisi do rodiny Bagrationů, někdejší gruzínské vládnoucí dynastie zbavené v první polovině 19. století moci, když Gruzii ovládla Ruská říše.
Z otcovy strany byla potomkem krále Erekle II. a přes matku patřila k rodu Čavčavadžů. Protože oba její rodiče pocházeli ze starých gruzínských šlechtických rodin, vybrali pro dceru manžela taktéž z těchto kruhů, a sice Makara Ivana Orbeliani (1873 – 1926)[6] nejstaršího syna Ivana Jambakurian-Orbeliani.
Elizabeth byla vzdělaná žena. Na pozvání Rady profesorů gruzínské univerzity vyučovala od roku 1918 na dnešní Státní univerzitě v Tbilisi francouzštinu a angličtinu. Elizabeth Orbeliani byla první ženou, která na této škole vyučovala a je uznávána jako jedna ze zakladatelek univerzity. Založení této školy bylo dlouholetým snem gruzínských intelektuálů, kteří byli dlouho ve svých aktivitách omezováni imperiálními ruskými úřady.
V letech 1919 a 1920 působila Elizabeth Orbeliani jako redaktorka francouzsky psaných novin Svobodná Gruzie a Gruzínská republika a anglických Gruzínských ohlášek.
Věnovala se také překladatelství. Vytvořila francouzský překlad středověké gruzínské básně Rytíř v panteří kůži a děl klasických gruzínských autorů, jako byli Alexandr Čavčavaž, Grigol Orbeliani, Nikoloz Baratašvili nebo Važa Pšavela.
Princezna zemřela v roce 1942 a byla pohřbena na Vackém hřbitově v Tbilisi.